# Drosophila neogata
Drosophila neogata är en tvåvingeart som beskrevs av Lachaise och Chassagnard 2001. Drosophila neogata ingår i släktet Drosophila och familjen daggflugor.
Artens utbredningsområde är Tanzania.